# Mind.in.a.box
Mind.In.A.Box, stylisé mind.in.a.box, est un groupe autrichien de futurepop.

## Histoire
mind.in.a.box est formé par les Autrichiens Stefan Poiss et Markus Hadwiger. Le premier est responsable de la musique et du chant, le second des textes. Leur style musical peut être décrit comme un croisement de techno et d'electropop avec des influences ambient et trance, mais depuis 2010, il s'ouvre progressivement à des influences d'autres genres. En 2023, le groupe annonce la sortie de son album Black and White,.

## Style musical
Alors qu'au début, leur style musical un mélange purement électronique qui réunissait différentes influences, notamment d'artistes tels que Kraftwerk, Yello et Jean-Michel Jarre, ainsi que de l'electro et de la futurepop, la palette de styles du groupe se développe avec chaque nouvel album. Progressivement, des éléments acoustiques comme la batterie, les pianos et les guitares sont intégrés à la musique, et entre-temps, le groupe n'hésite plus à recourir à des arrangements orchestraux, semblables à des bandes sonores. La marque de fabrique du groupe est l'utilisation fréquente d'altérations vocales, une alternance de tons extrêmement aigus et extrêmement graves.
Jusqu'à présent, le duo publie les albums Lost Alone, Dreamweb, Crossroads, R.E.T.R.O., Revelations, Memories, Broken Legacies et Black and White ainsi que les singles Certainty, 8 Bits et What Used to Be. Tant le premier album que son successeur sont très remarqués dans le milieu : Lost Alone se hisse à la première place des charts alternatifs allemands, Dreamweb à la deuxième. What Used to Be assure également la première place des Deutschen Alternative Charts (DAC). Sur les jeux Xbox 360 Crackdown, Project Gotham Racing 3 et Project Gotham Racing 4, on peut entendre un titre de mind.in.a.box. Cela rappelle la période précédant la création du projet, durant laquelle Stefan Poiss avait déjà composé une bande-son pour le jeu informatique Parsec, développé entre autres par Markus Hadwiger. Ils contribue également à la bande originale du film Saw 2.

## Concept
Le contenu de l'œuvre du groupe s'inscrit dans un concept de science-fiction qui contient des éléments du roman 1984 de George Orwell et des mondes de Matrix et Ghost in the Shell. Il raconte l'histoire de l'agent Black et du groupe des « Sleepwalkers », des êtres capables de sauter entre le monde réel et le cybermonde (appelé « Dreamweb »),. L'histoire commence lorsque Black poursuit un ami des « Sleepwalkers » pour le compte de l'« Agence ». Cependant, peu avant d'arriver à destination, la créature semble disparaître sans laisser de traces. Black échoue et, après que l'Agence a coupé tout contact avec lui, que sa mémoire est effacée et qu'il devient lui-même la proie, il découvre qu'il a lui aussi la capacité d'accéder au Dreamweb. Il commence alors à douter de son destin et à enquêter sur les véritables raisons qui entourent les Sleepwalkers, l'Agence et son propre destin. Des éléments de l'histoire, qui s'étoffe au fil des albums, se retrouvent non seulement dans l'artwork et les textes du groupe, mais aussi dans les nouvelles de l'auteur Andreas Gruber, qui consacre quelques-unes de ses œuvres au groupe.
Dans l'album Revelations, il fait finalement connaissance avec les Sleepwalkers, qui veulent utiliser ses contacts et ses connaissances pour obtenir des informations décisives sur l'Agence. Il s'introduit dans le siège de l'Agence, mais est découvert par ses anciens collègues, et ne peut leur échapper qu'en sautant dans le Dreamweb. Dans la nouvelle publiée avec cet album, le lecteur apprend que l'Agence planifie cela afin de trouver l'accès au Dreamweb et de pouvoir détruire les Sleepwalkers. Il suggère en outre que les deux organisations et leurs dirigeants ont un passé commun. On ne sait pas encore si l'histoire sera poursuivie.
Seul l'album R.E.T.R.O., dont les paroles et la musique rendent hommage aux jeux vidéo des années 1980 et à leurs bandes sonores, peut être considéré comme détaché du concept global du groupe.

## Projet live
En 2007, Stefan Poiss commence à travailler sur une transposition live de mind.in.a.box avec Roman Stift (basse), Gerhard Höffler (batterie) et Adam Wehsely-Swiczinsky (guitare). Le concept live, avec des visuels synchronisés qui transportent l'histoire autour de Black, est présenté pour la première fois devant un public plus large lors du festival Arvikafestival (6 juillet 2009) en Suède. Des concerts suivent à Montréal et Oslo lors du Elektrostat Festival (2 octobre 2009) et en tant que groupe de soutien de Front Line Assembly. 

## Discographie

### Albums studio
- 2004 : Lost Alone
- 2005 : Dreamweb
- 2007 : Crossroads
- 2010 : R.E.T.R.O.
- 2012 : Revelations
- 2015 : Memories
- 2017 : Broken Legacies
- 2020 : Dreamweb Trilogy
- 2023 : Black and White

### Singles
- 2005 : Certainty
- 2007 : What Used to Be
- 2010 : 8 Bits
- 2012 : Revelations Club.Mixes
- 2012 : World Without a Sky